# Adelheid Duvanel

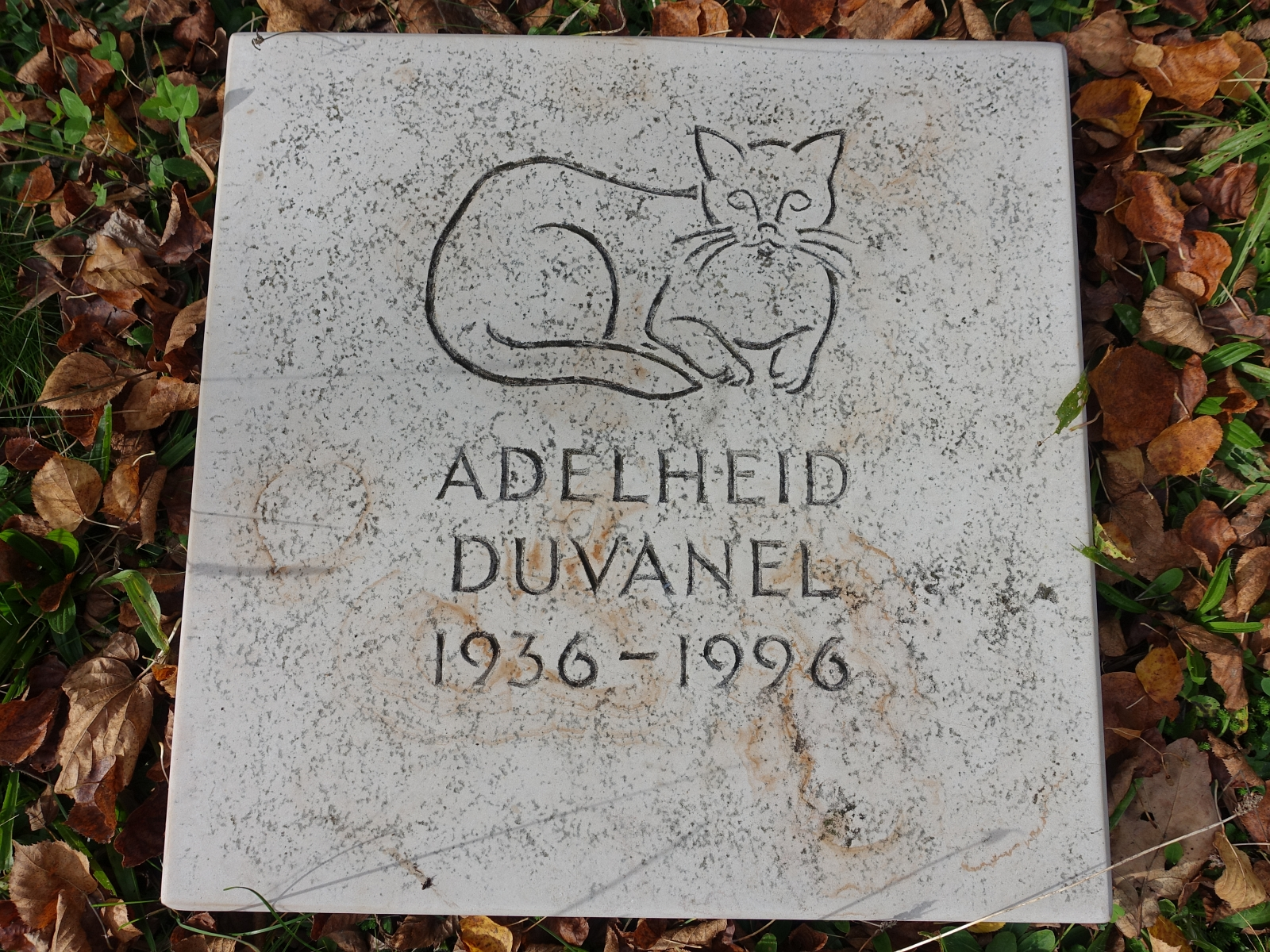
Grab, Friedhof am Hörnli

Adelheid Duvanel (* 23. April 1936 in Basel als Adelheid Feigenwinter; † 8. Juli 1996 ebenda; Pseudonym: Judith Januar) war eine Schweizer Schriftstellerin und Malerin.

## Leben
Adelheid Feigenwinter, älteste Tochter des basellandschaftlichen Strafgerichtspräsidenten Georg Feigenwinter (1904–1997) und der Elisabeth Lichtenhahn, verbrachte ihre Kindheit und Jugend als ältestes von vier Kindern in einer streng katholischen Familie in Pratteln und Liestal. Die Familie wohnte in einem mehrstöckigen Einfamilienhaus mit grossem Garten im damals ländlichen Liestal, nah gelegen zur Ergolz und dem Schleifenberg. Sie war einerseits ein introvertiertes, schüchternes und empfindsames Kind, andererseits aber phantasievoll und kreativ, wenn es darum ging, selbst ersonnene Märchen, Geschichten und Hörspiele vorzutragen, die sie passend bebildert hatte. Früh hatte sie in der Primarschule als auch innerhalb der Familie den Ruf eines Wunderkindes.
Nachdem sie das Gymnasium abgebrochen hatte, besuchte sie ein Jahr das katholische Mädcheninstitut Sacré-Coeur am Neuenburgersee in der französischen Schweiz. Anfang der 1950er Jahre zog die Familie in eine Parterrewohnung in einem modernen Mehrfamilienhaus. Adelheid kam nach dem Internat direkt in die neue Wohnung. Sie litt zeitlebens an «zahlreichen psychischen Krisen, Destabilisierungen und Depressionen» und wurde erstmals psychiatrisch behandelt. In einer psychiatrischen Klinik war sie aufgrund der Diagnose «Schizophrenie» Behandlungen mit Elektroschocks und Insulinspritzen ausgesetzt. Eine Lehre als Textilzeichnerin konnte sie aus gesundheitlichen Gründen nicht abschliessen, absolvierte aber die Kunstgewerbeschule in Basel mit Kursen in Malerei und Grafik. Ihre erste Geschichte veröffentlichte sie mit 19 Jahren. Ihre frühen Texte erschienen unter ihrem Pseudonym «Judith Januar» im Feuilleton beziehungsweise im «Sonntagsblatt» der Basler Nachrichten. Bei einer Kunstausstellung in Liestal konnte sie ihr erstes Bild verkaufen.
1962 heiratete sie den Maler Joseph Edward Duvanel und lebte mit ihm in Basel. Neben ihrer feuilletonistischen und literarischen Arbeit arbeitete sie als Büroangestellte und als Mitarbeiterin in einem Meinungsforschungsinstitut. Das Paar gehörte zur Basler Bohème. Während der Ehe hörte sie für mehrere Jahre auf zu malen. 1964 wurde ihre Tochter Adelheid geboren. Ab Frühjahr 1968 bis September 1969 lebte sie mit Mann und Tochter auf Formentera. Später war sie gezwungen, mit der Geliebten ihres Mannes und deren Kind im gemeinsamen Haushalt zu leben. Die Ehe wurde 1981 geschieden. Duvanel verfügte danach nur über geringe finanzielle Mittel und lebte zurückgezogen, schrieb aber journalistische Texte und malte ab Ende der siebziger Jahre wieder. Sie kümmerte sich bis zu ihrem Tod um ihre aidskranke und drogenabhängige Tochter (1964–2005) und das Enkelkind, immer unterbrochen von Aufenthalten in der Psychiatrischen Klinik von Basel. Sie starb in der Nacht vom 7. auf den 8. Juli 1996 unter Medikamenteneinfluss in einem Wäldchen bei Basel an Unterkühlung.
Adelheid Duvanel war die Schwester des Journalisten Felix Feigenwinter (* 1939) und die Schwägerin der Publizistin Gunild Feigenwinter (* 1940).

## Künstlerisches Schaffen
Adelheid Duvanel wurde immer wieder mit Robert Walser und Regina Ullmann verglichen, etwa von Peter Hamm 2004:

„An Regina Ullmann erinnert in Adelheid Duvanels Erzählungen vor allem jene manchmal fast schon schockierende Naivität, von der man nie genau weiß, ob sie kalkuliert oder wirklich unschuldig ist. Das raffiniert Unbeholfene dieser Prosa, wie man es auch von Robert Walser, dem Übervater der neueren Schweizer Literatur, kennt, entspricht ziemlich genau der prekären Gefühlslage ihrer Protagonisten, die fast alle aus fatalen Verhältnissen kommen, sich aber auf unsicherstem Grund oft mit schlafwandlerischer Sicherheit bewegen.“

Ihr Werk war in der Öffentlichkeit jedoch weitgehend unbekannt, obwohl sie mehrfach Literaturpreise errang. Grössere Bekanntheit erlangte sie erst durch die postume Herausgabe ihrer früheren Texte aus den Basler Nachrichten 1997 und 2004 in Buchform. Nebst einigen wenigen Gedichten verfasste sie vorwiegend Prosaminiaturen. Diese handeln von Menschen am Rand der Gesellschaft, von gescheiterten Existenzen. «Ihre Figuren sind hellsichtige, gleichzeitig verstummte Menschen. In den Welten, in denen sie leben, fängt immer alles so gut an und endet so entsetzlich schlimm.» Die Figuren, die bei Duvanel im Zentrum stehen, sind Aussenseiter, oft umgetrieben von einem Gefühl der Ausweglosigkeit und der Trostlosigkeit. Alle diese Figuren behalten aber immer ihre Würde. Duvanels Prosaminiaturen sind oft aus der Perspektive von Frauen oder Kindern erzählt. Die Sprache hat einen tagträumerischen, manchmal sogar surrealistischen Charakter und wird stark verdichtet. So die Schriftstellerin Johanna Lier über Duvanels Schaffen.
Duvanel hinterliess auch ein umfangreiches zeichnerisches Œuvre. Während der Zeit ihrer ersten Aufenthalte in psychiatrischen Kliniken schuf sie als Jugendliche und junge Erwachsene zarte Bleistiftzeichnungen von «manchmal fast naiv wirkenden Romantik», über Ängste und Bedrohung im Zusammenhang mit Weiblichkeit und Isolation. Wiederkehrende Motive sind «Karikaturhaft verzerrte Männerprofile, Schlangen, die an Penisse erinnern, «Orte seelischen Rückzugs», wie etwa Türme, sowie das ernste Gesicht einer jungen Frau mit großen, mandelförmigen Augen, wohl ein Selbstporträt. Die frühen Zeichnungen lassen unweigerlich an kindliche Vernachlässigung oder gar sexuellen Missbrauch denken». Während späterer Psychiatrieaufenthalte gegen Ende ihres Lebens gestaltete sie ausdrucksstarke, farbigere Bilder mit kräftigeren Materialien.
Erst nach ihrem Tod wurde ihre Malerei öffentlich gewürdigt und ausgestellt, zuerst 1997 im Rahmen der Literaturtage in einer Gedenkausstellung im Kunstmuseum Solothurn, 2009 in der Ausstellung «Wände dünn wie Haut» im Museum im Lagerhaus in St. Gallen und 2021 in der Galerie Litar in Zürich.
Zeichnungen, Gemälde und Manuskripte befinden sich im Basler Literarischen Archiv der Universitätsbibliothek Basel, in der Psychiatrischen Universitätsklinik Basel, eine Sammlung von hundert Zeichnungen im Schweizerischen Literaturarchiv in Bern und Zeichnungen und Gemälde im Museum im Lagerhaus in St. Gallen.

## Auszeichnungen
- 1981: Kleiner Basler Kunstpreis
- 1984: Kranichsteiner Literaturpreis
- 1987: Literaturpreis der Stadt Basel
- 1988: Gesamtwerkspreis der Schweizerischen Schillerstiftung
- 1995: Gastpreis des Kantons Bern

## Werke
- Erzählungen (mit Hanni Salfinger: Gedichte). Basler Texte Nr. 6, hrsg. v. d. Staatlichen Literaturkreditkommission Basel-Stadt. Pharos, Basel 1976.
- Merkwürdige Geschichten aus Basel. Mit Felix Feigenwinter und Gunild Regine Winter. Mond-Buch, Basel 1978.
- Wände, dünn wie Haut. Gute Schriften (GS 453), Basel 1979.
- Windgeschichten. Luchterhand, Darmstadt 1980.
- Das Brillenmuseum. Erzählungen. Luchterhand, Darmstadt 1982.
- Anna und ich. Erzählungen. Luchterhand, Darmstadt 1985.
- Das verschwundene Haus. Erzählungen. Luchterhand, Darmstadt 1988.
- Gnadenfrist. Erzählungen. Luchterhand, Frankfurt am Main 1991.
- Die Brieffreundin. Erzählungen. Luchterhand, München 1995.
- Der letzte Frühlingstag. Erzählungen, hrsg. v. Klaus Siblewski. Nachwort von Peter von Matt. Luchterhand, München 1997.
- Beim Hute meiner Mutter. Erzählungen. Nachwort von Peter von Matt. Nagel & Kimche, Zürich 2004.
- Fern von hier. Sämtliche Erzählungen. Hrsg. von Elsbeth Dangel-Pelloquin und Friederike Kretzen. Limmat, Zürich 2021, ISBN 978-3-03926-013-3.
- Nah bei dir. Briefe 1978–1996. Hrsg. von Angelica Baum. Limmat, Zürich 2024, ISBN 978-3-0-3926079-9.